# Пожар в пекинской больнице
Пожар в больнице Чанфэн в Пекине (Китай) произошёл 18 апреля 2023 года, в результате погибло не менее 29 человек.

## Хронология событий
В 04:57 по Гринвичу (12:57 по центральному поясному времени) пожар вспыхнул в восточном крыле стационарного отделения больницы Чанфэн в Пекине. Предварительное расследование указывает на то, что причиной пожара стали ремонтные работы: искры воспламенили краску. Позже пожар был потушен около 05:33 по Гринвичу. По меньшей мере 29 человек погибли в результате пожара, 39 человек получили ранения, трое в критическом состоянии и 18 в тяжёлом состоянии. Семьдесят один пациент был переведен в другую больницу после пожара. Во время пожара люди пытались укрыться, взгромоздившись на блоки кондиционирования воздуха за пределами больницы, и прыгали с простыней, свисающих с окон, когда из здания валил чёрный дым.

## Последствия
Член Политбюро ЦК КПК и секретарь парткома Пекина Инь Ли посетил место происшествия и заявил, что виновные в халатности будут наказаны. Полиция задержала двенадцать человек, в том числе директора и заместителя директора больницы, а также руководителя фирмы, курирующей ремонт. На пожар отреагировали несколько пожарных подразделений, в том числе пожарно-спасательный отряд района Фэнтай, отдел общественной безопасности, санитарный отдел и управление по чрезвычайным ситуациям. Родственники больных жаловались на задержки со связью, говоря, что они узнали о пожаре только из СМИ и что им потребовалось много часов, чтобы узнать, спаслись ли их родственники.